# Le Regourdou
Le Regourdou est un site préhistorique français correspondant à une ancienne grotte dont le plafond s'est effondré. Il se trouve à proximité de la grotte de Lascaux, à Montignac-Lascaux, en Dordogne. Le site est aujourd'hui aménagé pour la visite et comprend un parc à ours et un musée.

## Historique
Le site du Regourdou fut découvert par hasard en 1954 par son propriétaire, Roger Constant. Voyant l'eau s'engouffrer dans un trou à travers le sol dans la cour de sa ferme, il décida de l'agrandir dans l'espoir de trouver l'entrée naturelle de la grotte de Lascaux. Celle-ci avait été découverte en 1940 après une tempête ayant entraîné le déracinement d'un arbre qui se trouvait au-dessus, provoquant l'effondrement d'une partie de sa voûte et l'ouverture de son entrée artificielle actuelle. Roger Constant vit donc le même effondrement de terrain devant sa maison et considéra qu'il y avait là un lien avec la grotte de Lascaux. Il entreprit alors de creuser dans ce gisement, en amateur et sans autorisation officielle. Le 22 septembre 1957, il découvrit une mandibule d'Homme de Néandertal.
Les autorités scientifiques compétentes furent averties : François Bordes, alors directeur des Antiquités préhistoriques d'Aquitaine, vint visiter le site en compagnie d'Eugène Bonifay, avec qui il travaillait à Laugerie-Haute. Des fouilles furent mises en œuvre sous la direction d'Eugène Bonifay, qui mit au jour ce qu'il considéra comme une sépulture néandertalienne et une sépulture d'ours brun. Deux individus néandertaliens ont été mis au jour dont un squelette partiel et un calcanéus isolé
Roger Constant choisit de laisser travailler les archéologues et continua ses fouilles à quelques mètres dans un autre gouffre, où il découvrit des fossiles marins et un important gisement d'ocre. En 1988, il construisit un parc et acheta trois ours bruns (deux mâles et une femelle). En janvier 1993, deux oursons naquirent. Roger Constant dut mettre fin aux fouilles dans le gouffre en 1993. L'inventeur décéda le 27 décembre 2002 à l'âge de 81 ans, en ayant dédié sa vie au Regourdou. Il y creusa les nuits après son travail de fermier, pendant près de 40 ans. Aujourd'hui, le site continue d'exister, et est resté, selon les volontés de Roger Constant, privé et familial. Sa maison a été transformée en véritable musée. Le parc à ours, quant à lui, a vu son nombre d'occupants augmenter : en 2011, la famille comptait six membres.
Le gouffre et le gisement feront prochainement l'objet de nouvelles fouilles[réf. nécessaire]. 

## Le gisement

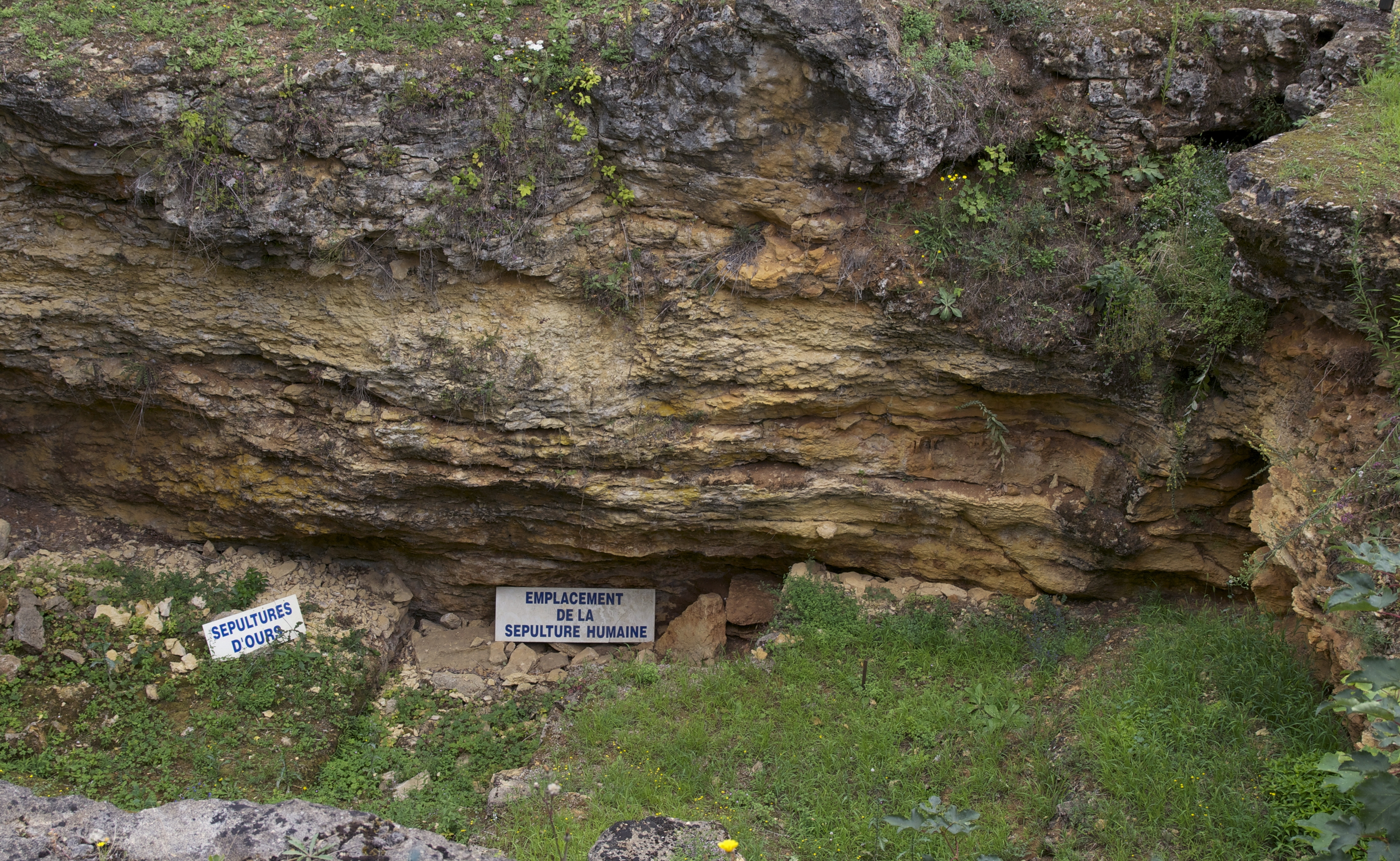
Détail du gisement

Fouillé par Eugène Bonifay, Le Regourdou a livré un squelette d'Homme de Néandertal en 1957, ainsi que de nombreux ossements d'ours brun, qui ont été interprétés comme les témoignages de l'existence d'un culte de l'ours au Paléolithique moyen,. Cette interprétation a largement été remise en question depuis, les accumulations d'ossements d'ours pouvant être liés à des phénomènes taphonomiques liés à l'occupation de la cavité par des ours hibernants.
Le squelette de Néandertalien, qui a probablement été intentionnellement inhumé, reste particulièrement remarquable malgré l'absence du crâne et de la presque totalité des membres inférieurs. La mandibule ainsi qu'une partie des membres supérieurs sont très bien conservés. La fossilisation quasi complète et inhabituelle du sternum en font un fossile de référence. Son âge est évalué à 70 000 ans avant le présent.

## Le gouffre
Le gouffre est le deuxième site exploré par Roger Constant. Il commença à y creuser en 1970, à quelques mètres à peine du gisement principal. Il utilisa une grue et des wagonnets pour extraire la terre du gouffre, sur une profondeur de 35 mètres. Il y creusa toute sa vie en espérant pouvoir atteindre la grotte de Lascaux.
L'inventeur découvrit dans le gouffre des fossiles marins datant de l'ère secondaire, ainsi qu'un gisement d'ocre. Celui-ci fut utilisé par Monique Peytral, artiste peintre, pour réaliser le fac-similé « Lascaux 2 » et reproduire ainsi les couleurs utilisées par l'Homme de Cro-Magnon.

## Le parc à ours
La présence dans le site de très nombreux ossements d'ours brun, dans des fosses ou sous des tas de pierres, a pu faire penser à des sépultures et à un rite dédié à cet animal. Pour commémorer la présence des ours pendant la Préhistoire, Roger Constant décida de les introduire dans un parc au Regourdou en 1988.
En mai 2021, le parc était composée de cinq ours, Copain (35 ans), Charly (14 ans) et trois oursonnes Cassy, Noisette et Michka arrivées au printemps 2021. 

## Le musée
La maison de Roger Constant fut transformée en un véritable musée. Une partie des découvertes réalisées dans le site y sont exposées, dont un moulage de la mâchoire de l'Homme du Regourdou et des outils de pierre taillée.

## Classement
Le site, voisin de la grotte de Lascaux, fait partie de l'ensemble des 15 sites classés au patrimoine mondial de l'Unesco en 1979 sous l'intitulé « sites préhistoriques et grottes ornées de la vallée de la Vézère ». Le site du Regourdou est classé monument historique depuis 1959.